# Allium euboicum
Allium euboicum là một loài thực vật có hoa trong họ Amaryllidaceae. Loài này được Rech.f. mô tả khoa học đầu tiên năm 1961.